# Panteó de París
El Panteó de París és un monument d'estil neoclàssic, situat a la muntanya Santa Genoveva, al cor del Barri Llatí i del 5è districte de París. Inicialment concebut com una església per custodiar les relíquies de Genoveva de París, fou un encàrrec del rei Lluís XVI a l'arquitecte Soufflot, datat l'any 1744. Tanmateix, actualment aquest monument té per vocació honorar personatges lligats a la història de França: un recorregut pel seu interior permet veure la construcció lenta i contrastada de la nació francesa.

## Història

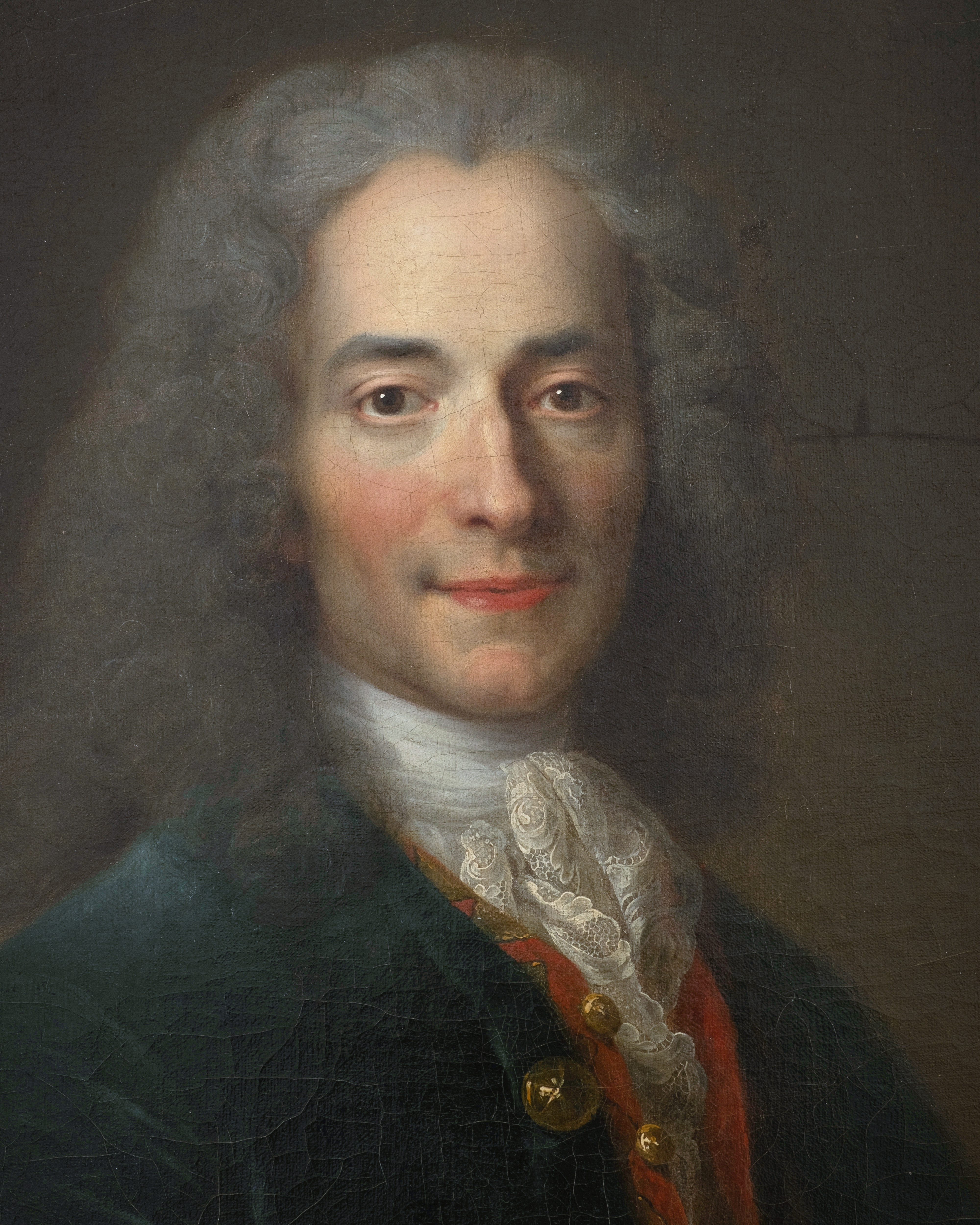
Voltaire.

Rousseau.

### Context historicoartístic
Com a conseqüència del despotisme il·lustrat es van produir una sèrie de protestes que derivarien a la Revolució Francesa l'any 1789. Aquest fet va ser molt important, ja que produí un canvi de concepció al Panteó de París. Aquest fet històric feu que l'església reial passés a ser un panteó laic, el qual s'utilitza per donar sepultura i fer memòria a les persones que lluitaren a la revolució, i van marcar un abans i un després en el transcurs de la història moderna. Avui en dia és patrimoni de la nació i un símbol de la societat francesa.
Als segles xviii i xix es produí una recuperació dels elements clàssics: l'equilibri, l'harmonia, la simetria i la raó. No serà tan diferent del Romanticisme, ja que els dos estils volien proporcionar les necessitats i aspiracions de la nova classe dominant de l'època: la burgesia. Aquests van servir-se del neoclassicisme per diferenciar-se del barroc, associat a la monarquia i, sense tenir una ideologia marcada, sí que s'associa als valors de patriotisme i nacionalisme. Molts intel·lectuals coincideixen que el Panteó de París és una obra que es pot catalogar de transició, ja que té encara elements barrocs, i no és una obra totalment neoclàssica-romàntica. Per exemple, el purisme de la façana del pòrtic, queda minvat pels talls dels angles. El Panteó es van finalitzar la dècada següent de la mort de Soufflot de la mà del seu deixeble Maximilien Brébion, J. B. Rondelet i el seu nebot François Soufflot.

### Evolució històrica i funcional de l'edifici
L'església es va acabar l'any 1791, el mateix any que l'Assemblea Legislativa va proclamar l'edifici com a temple laic de la nació. Perquè fos un edifici laic calia modificar-ne molts aspectes, i es va contactar amb Quatremère de Quincy perquè portés a terme aquestes modificacions. Es van eliminar elements que tenien relació amb la monarquia i la religió, com els campanars o el reliquiari de Santa Genoveva, es van tancar les finestres de la part baixa i es van enfosquir les vidrieres perquè l'espai generés una major sensació de panteó. Al mateix any de la seva finalització va adoptar la mateixa funció que l'Abadia de Westminster, on s'enterraven als monarques anglesos i a personatges importants del país. Així, amb la mort d'Honoré Gabriel Riqueti (president de l'Assemblea Nacional), el Panteó va acollir el seu primer enterrament oficial.
L'any 1793 es van eliminar les dues torres de la capçalera del cor. Tot el que tingués relació amb l'absolutisme va ser eliminat o camuflat. La façana es va tancar, però la decoració de les parts laterals es va deixar. Al peristil, els baixos relleus que tractaven sobre Santa Genoveva, Sant Pau i Sant Pere van ser substituïts per temàtiques laiques.
Amb la instauració de l'Imperi Napoleònic la funció de l'edifici va passar a ser la de realitzar celebracions importants relacionades amb l'Imperi, per bé que la cripta va mantenir la seva funció d'espai d'enterrament d'homes il·lustres. També va comportar una sèrie de reformes, com una pintura de Antoine Jean Gros sobre Santa Genoveva realitzada l'any 1811, i es va construir una segona entrada per la cripta.
La restauració va fer retornar a les monarquies absolutistes com a caps de govern, i a França el poder va recaure al rei Borbó Lluís XVIII, qui va donar una funció totalment religiosa a l'edifici. Es va tornar a introduir el reliquiari de Santa Genoveva, encara que fos una còpia, ja que l'original es va destruir. La cripta va entrar en discussió, ja que el rei no volia que l'edifici tingués una funció funerària.
L'any 1874 es va projectar un conjunt pictòric i escultòric per completar les parets de l'interior que no van ser decorades, a càrrec de Pierre Puvis de Chavannes i Alexandre Cabanel. Amb la Tercera República l'edifici va passar a ser laic, però no es van suspendre els projectes pictòrics, es volia donar una mica de pau entre duos idees oposades. L'any 1885, amb el funeral de Victor Hugo, l'edifici es va convertir en un emblema nacional.
Al segle xx es van anar acabant els conjunts escultòrics que anaven a completar els interiors dels edificis, com per exemple, la Convención Nacional de François-Léon Sicard, que va acabar a principis d'aquest segle. L'any 1975 es va crear una llei en què solament cada deu anys es podia enterrar a una persona al Panteó. Va estar tancat al públic momentàniament a causa de danys que va sofrir a finals de segle.

## Característiques formals

### Primer plantejament
Abans de les modificacions de 1757, el projecte tenia un pòrtic més gran que el del Panteó de Roma, amb 24 columnes. Sota aquest es trobava una cripta amplia amb volta de pedra sostinguda per columnes dòriques, que va ser simplificada quan la van construir.
L'any 1777 Soufflot va planejar una columnata circular al voltant del tambor. Soufflot va pensar completar la plaça que hi ha enfront de l'església amb dues estructures en quadrant: una, l'École de Droit construïda el 1771, i l'altra, la Mairie del cinquè districte, al segle xix.
Algunes de les reformes que es van dur a terme és que la cúpula es va fer més gran, fent cas omís d'una discussió sostinguda per l'arquitecte Pierre Patte a 1769 sobre la resistència de la construcció, i malgrat les esquerdes que van aparèixer el 1776 als murs; finalment es va disposar un anell de columnes corínties al seu al voltant, que era una barreja del model de Sant Pau de Londres amb elements del disseny de la cúpula de San Pietro de Bramante. Soufflot va crear un model de cúpula més copiat del segle xviii.. També la decoració prevista, seguint l'estil del barroc, es va anar reduint amb el procés de planificació, substituint-la amb motius clàssics. És el cas del fris amb arabescos de l'exterior, influït pel monument fúnebre de Caecilia Metella a Roma, o del remat amb escalons de la cúpula, inspirat en el Mausoleu d'Helicarnas. Soufflot va morir sense veure acabada la obra.
El 1791, quan l'església es va convertir en una galeria de personatges il·lustres de la nació y va rebre el nom de Panteó, es van produir canvis significatius. Quatremère de Quincy va suprimir les dues torres de l'extrem oriental dissenyades per Soufflot, a més a més va tapiar les finestres dels murs perquè tota la llum entres per a dalt, com construïen els antics. Aquests canvis s'han criticat molt, per exemple Mondain-Monval, qui també va defensar que l'estil de Soufflot al Panteó és un d'un procés de transició. És molt difícil, però, acceptar que hagués donat una aparença tan sòbria al temple més noble de la Revolució, si no s'hagués ajustat al gust de l'època.
Actualment s'han restaurat les zones que es trobaven en pitjor estat, ja que es vol conservar l'edifici com a element d'identitat per al país. El 2010 es va produir una de les restauracions quan va quedar danyat pel pèndol de Jean Bernard León Foucault. Un dels problemes més greus amb el que han hagut de lluitar els restauradors es amb la humitat dels paviments i l'oxidació de les estructures metàl·liques per la falta de ventilació, creant-se el 2006 un projecte de llei de finances, que atorga a l'edifici protecció i restauració.

### Elements formals

#### Exterior

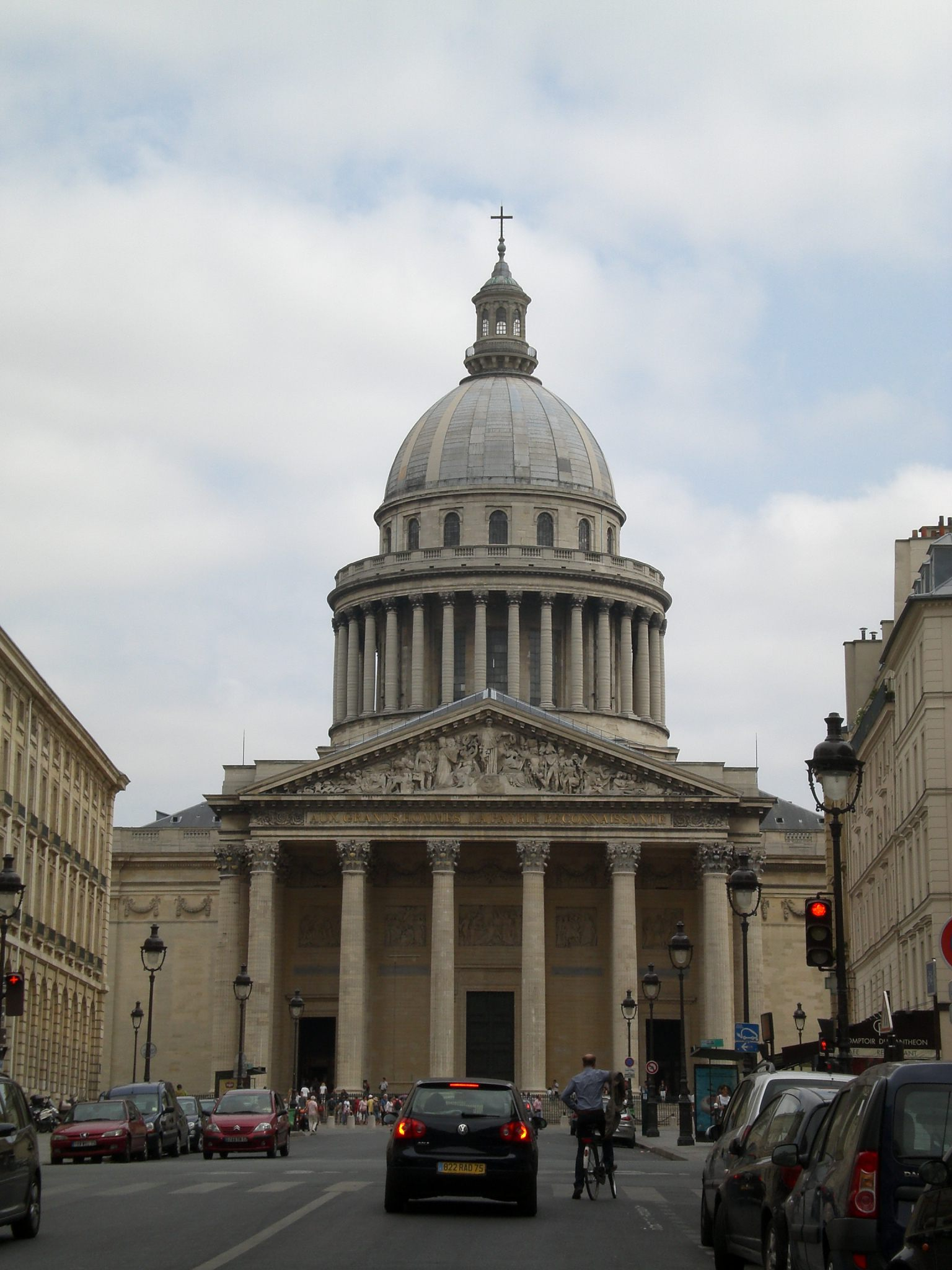
Pòrtic i cúpula del Panteó de París, on se veuen un estructura amb els elements de l'època de clàssica i del Renaixement.

Es va construir amb pedra, però en algunes zones estaven fetes amb un sistema d'estructura de ferro, per reforçar l'edifici. Mesura 84 metres d'amplada per 110 metres de longitud. Trobem elements típics del Renaixement: el tambor, la cúpula i la llanterna. L'entrada recorda a la del Panteó d'Agripa a Roma. Té un pòrtic hexàstil, on cada columna és d'ordre corinti, amb el fust estriat. L'entaulament que s'aixeca sobre les columnes amb una inscripció: ‘‘Aux grands hommes la patrie reconnaissante. El pòrtic es finalitza amb un frontó triangular, decorada amb una obra escultòrica de David d'Angers. Les parets laterals de l'edifici estan adornades amb pilastres, que juguen amb les llums i les ombres, donant la sensació de moviment a l'edifici. A la part superior de les parts, hi ha una banda decorada amb garlandes, aquest tipus de decoració és molt semblant a la de l'Ara Pacis. Aconsegueix que sigui un edifici de grans dimensions gràcies a la combinació de columnes exemptes gegants i llindars horitzontals allargats que no estaven seccionats per pilars o pilastres, com succeïa a les esglésies renaixentistes i barroques.

#### Cúpula
La cúpula està sobre un tambor que té dues partes: un conjunt de columnates que sostenen un entaulament i està adornada amb una balustrada, i la segona part del tambor és un remat, constituït per una llanterna. Com molts elements de l'edifici, segueix la influència d'elements del classicisme i del Renaixement, com Sant Pere del Vaticà, en canvi, aquesta presenta novetats importants, ja que al neoclassicisme tot estarà calculat i es buscarà la millor solució estructural, i per a la llanterna: utilitzar tres cúpules concentrades en una única. La primera amb cassetons per alleugerar el pes del material, està sustentada sobre petxines, que també se sustenten sobre pilars poligonals de grans dimensions per poder aixecar tot el conjunt de la cúpula. Al centre té un òcul, que permet una millor visió del fresc l'apoteosi de Santa Genoveva, feta per Antoine-Jean Gros l'any 1811. Tot està protegit per una tercera cúpula, on a la part més alta se situa la llanterna, i el seu objectiu és que entrí la màxima quantitat de llum possible. El fet d'utilitzar tres cúpules, servia per a un millor manteniment de les pintures, i per fer més lleugeres les parts, i poder fer-la més alta.

#### Frontó

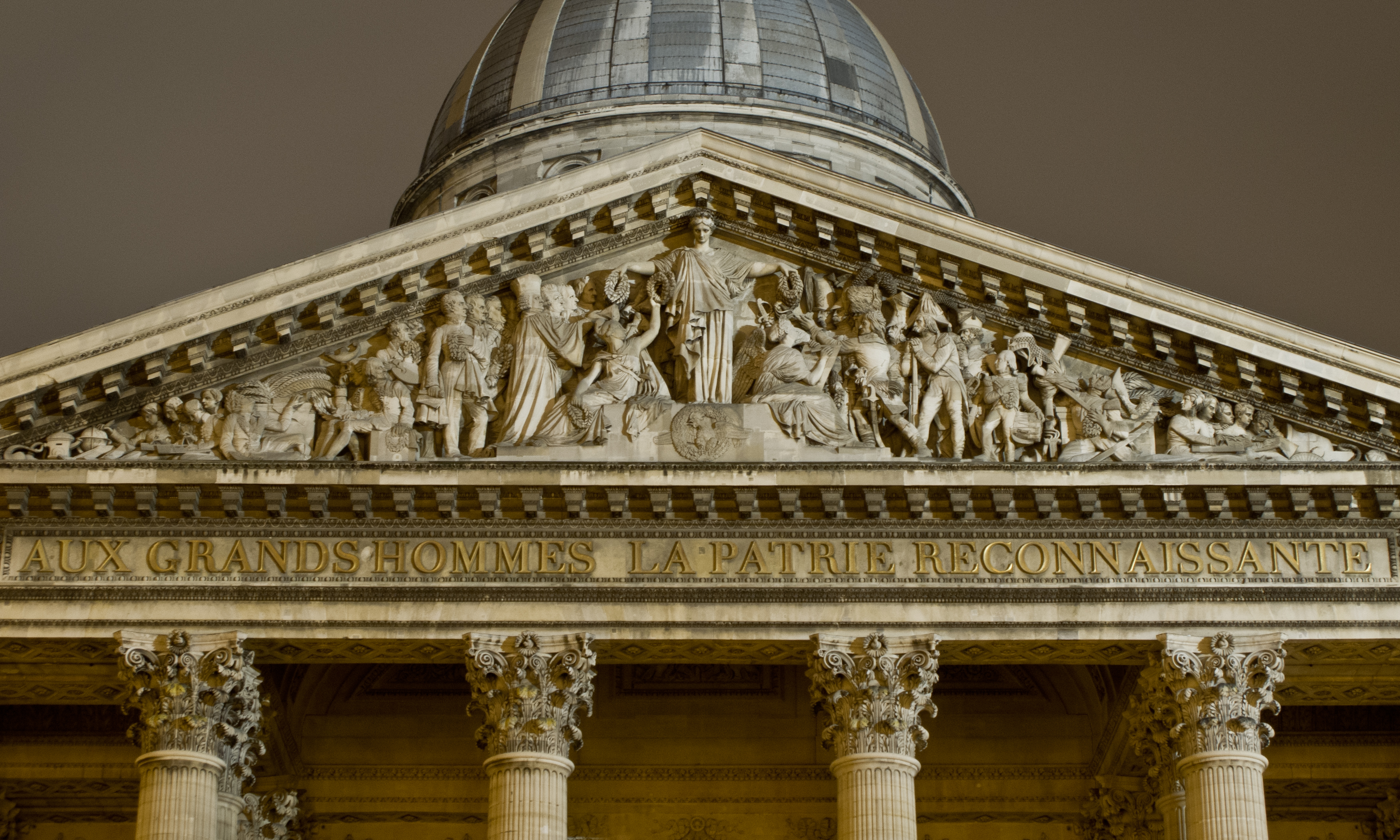
Relleu del Panteó de París on es veuen les figures representades.

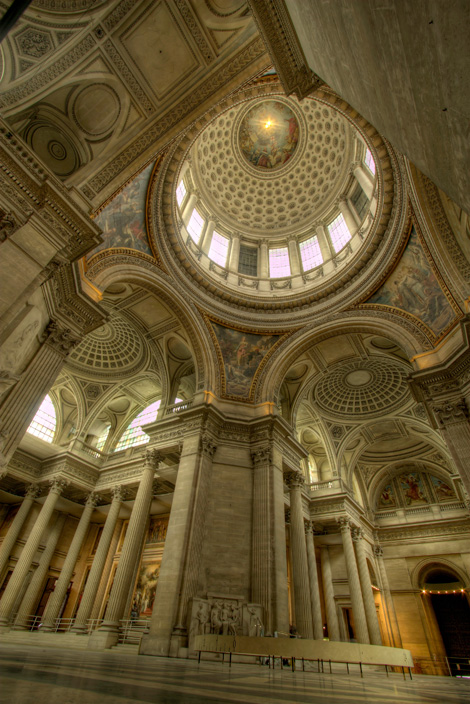
Interior del Panteó.

El pòrtic d'entrada a l'edifici està rematat amb un frontó a doble vessant que recorda al del Partenó d'Atenes, i que com aquest, té al seu interior escultura feta per David d'Angers, que també recorda a la feta per Fídies al temple grec de l'Acròpolis. Al centre del grup escultòric està la imatge de la pàtria oferint corones de llorer, a la seva dreta, la representació de la ciència li dona les corones, i a l'esquerra, la imatge de la història escriu el que succeeix. És una representació de l'apoteosi dels valors republicans, seguint una mica l'associació de les idees de patriotisme i nacionalisme a l'estil neoclàssic. S'hi identifiquen alguns personatges, com Rousseau i Voltaire, que estan asseguts a l'esquerra de la representació, i a l'altre cantó es veuen personalitats importants de França.

#### Interior
La planta de l'edifici és de creu grega, encara que la capçalera i els peus són una mica més llargs que el transsepte. L'interior de l'edifici és molt ampli amb grans dimensions, i encara ho haguera sigut més si no s'haguessin tancat alguns arcs dels extrems dels braços del conjunt. Això va provocar menys ventilació dins l'edifici i un augment de la humitat, afectant els elements de l'estructura. Una característica és que l'espai interior sembla d'inspiració gòtica, Les parets de la nau principal tenen moltes finestres, que permeten l'entrada de llum a través de les fileres de columnes fins a la nau central, mentre que la cúpula reposava sobre pilars extraordinàriament esvelts formats per tres semicolumnes. Soufflot posava de manifest l'admiració per l'arquitectura gòtica amb la lleugeresa de la construcció i de l'interior, això va ser un fet revolucionari per a l'època. Es van utilitzar voltes bufades i arcs de mig punt per cobrir l'espai dels braços i el creuer està cobert per la cúpula de 83 metres d'alt.
L'interior també està decorat amb diverses pintures: a l'entrada trobem la vida de Sant Dionís, màrtir de París, a la nau central es representa alguns dels cicles de Santa Genoveva, com per exemple el moment que és beneïda a la seva infància, i quan era jove i va alliberar París d'una gran fam provocada pels bàrbars. També hi ha la representació de personatges importants: Àtila, el Baptisme del rei Clodoveo, i l'origen monàrquic de França (Carlemany, Sant Lluís i Joana d'Arc). L'absis es va decorar amb un mosaic realitzat per Antoine Auguste Ernest Hébert.

## Algunes persones inhumades al Panteó
- Jean-Jacques Rousseau (1712-1778), filòsof i escriptor.
- Voltaire (1694-1778), filòsof i escriptor.
- Jacques-Germain Soufflot (1713-1780), primer arquitecte del Panteó.
- Jean Moulin (1899-1943), cap combatent de la Resistència.
- André Malraux (1901-1976), escriptor i ministre de Cultura del Général De Gaulle.
- René Cassin (1887-1976), jurista, resistent, premi Nobel de la Pau. A l'origen de la creació de La UNESCO i autor de la Declaració Universal dels Drets Humans.
- Jean Monnet (1888-1979), economista, pare de la idea de la Unió Europea. Entra al Panteó 100 anys després del seu naixement.
- Gaspard Monge, comte de Péluse, (1746-1818), matemàtic. Inventor de la geometria descriptiva, la geometria infinitesimal i la geometria analítica. Fou el fundador de l'École polytechnique.
- Marie-Jean-Antoine-Nicolas de Caritat, marquès de Condorcet (1743-1794), filòsof, polític i matemàtic.
- Pierre Curie (1859-1906), físic, premi Nobel de Física l'any 1903.
- Marie Curie (1867-1934), física, premi Nobel de Física l'any 1903, i també premi Nobel de Química el 1911, única dona que ha rebut dos premis Nobel.
- Jean Lannes, duc de Montebello (1769-1810), mariscal de l'Imperi.
- Lazare-Nicolas-Marguerite, comte Carnot (1753-1823), membre de la Convenció Nacional, general i científic.
- Sadi Carnot (1837-1894), home polític, president de la República.
- Victor Hugo (1802-1885), escriptor.
- Alexandre Dumas (1802-1870), escriptor.
- Émile Zola (1840-1902), escriptor.
- Paul Painlevé (1863-1933), matemàtic i polític.
- Jean Perrin (1870-1942), físic.
- Louis Braille (1809-1852), professor i inventor de l'escriptura per a cecs.
- Marcellin Berthelot (1827-1907), químic i home polític, i la seva esposa Sophie (1837-1907).
- Paul Langevin (1872-1946), físic.
- Jean Jaurès (1859-1914), home polític socialista. Assassinat la vigília de la Primera Guerra Mundial.
- Félix Éboué (1894-1944), nascut a Cayenne, home polític, diputat per la França colonial. El primer home de color al Panteó.
- Victor Schoelcher (1804-1893), home polític, capdavanter de la lluita per l'abolició de l'esclavatge.
- Maurice Genevoix (1890-1980), escriptor
- Joséphine Baker (1906-1975), cantant